# Podštěly
Podštěly (německy Badstübel) je malá vesnice, část města Chyše v okrese Karlovy Vary v Karlovarském kraji. Nachází se asi 1,5 kilometru severovýchodně od Chyše. Podštěly jsou také název katastrálního území o rozloze 3,65 km². V katastrálním území Podštěly leží i Chýšky.

## Historie
Okolí vesnice bylo osídleno již v pravěku. Na Jezerském vrchu severovýchodně od vesnice se nacházelo podštělské hradiště z doby halštatské. Ve stejném období existovalo také rovinné sídliště v prostoru jižně od bývalé cihelny, kde se v šedesátých letech dvacátého století těžila cihlářská hlína.
První písemná zmínka o vesnici pochází z roku 1579.
Poblíž vrcholu Jezerského vrchu se dochovaly okrouhlé základy vyhlídkové věže, kterou nechal postavit hrabě Leopold Lažanský. Věž zanikla při bouři v roce 1919.

## Obyvatelstvo
Při sčítání lidu v roce 1921 zde žilo 86 obyvatel (z toho 47 mužů) německé národnosti, kteří se kromě jednoho evangelíka hlásili k římskokatolické církvi. Podle sčítání lidu z roku 1930 měla vesnice 87 obyvatel: tři Čechoslováky a 84 Němců. Všichni byli římskými katolíky.
|                                                                | 1869 | 1880 | 1890 | 1900 | 1910 | 1921 | 1930 | 1950 | 1961 | 1970 | 1980 | 1991 | 2001 | 2011 | 2021 |
| -------------------------------------------------------------- | ---- | ---- | ---- | ---- | ---- | ---- | ---- | ---- | ---- | ---- | ---- | ---- | ---- | ---- | ---- |
| Obyvatelé                                                      | 109  | 104  | 105  | 83   | 89   | 86   | 87   | 43   | 58   | 62   | 53   | 28   | 27   | 27   | 25   |
| Domy                                                           | 24   | 24   | 19   | 19   | 19   | 18   | 20   | 12   | —    | 11   | 13   | 14   | 11   | 12   | 15   |
| Počet domů z roku 1961 je zahrnut v domech místní části Chyše. |      |      |      |      |      |      |      |      |      |      |      |      |      |      |      |

## Obecní správa
Při sčítání lidu v letech 1869–1950 Podštěly byly samostatnou obcí, se kterým patřily nejprve do okresu Žlutice, ale v roce 1950 v okrese Podbořany. Od roku 1960 jsou částí města Chyše v okrese Karlovy Vary. V letech 1880–1950 k obci patřily Chýšky a v roce 1950 také Žďárek.

## Pamětihodnosti
- Kostel Povýšení svatého Kříže v Chýškách
- Kaplička
- přírodní památka Jezerský vrch